# Đỉnh của các dãy núi ở Ba Lan

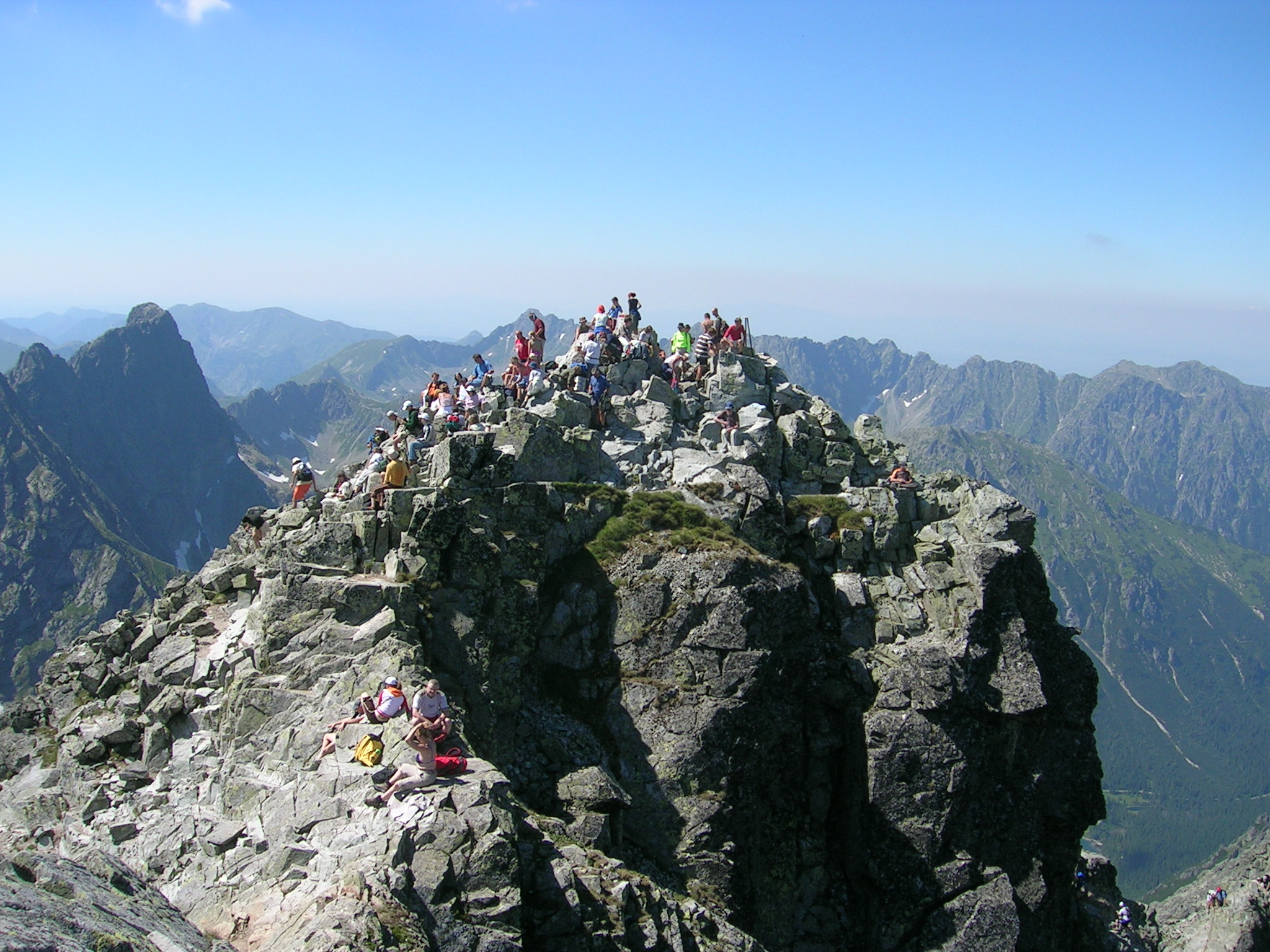
Rysy – đỉnh bao quanh

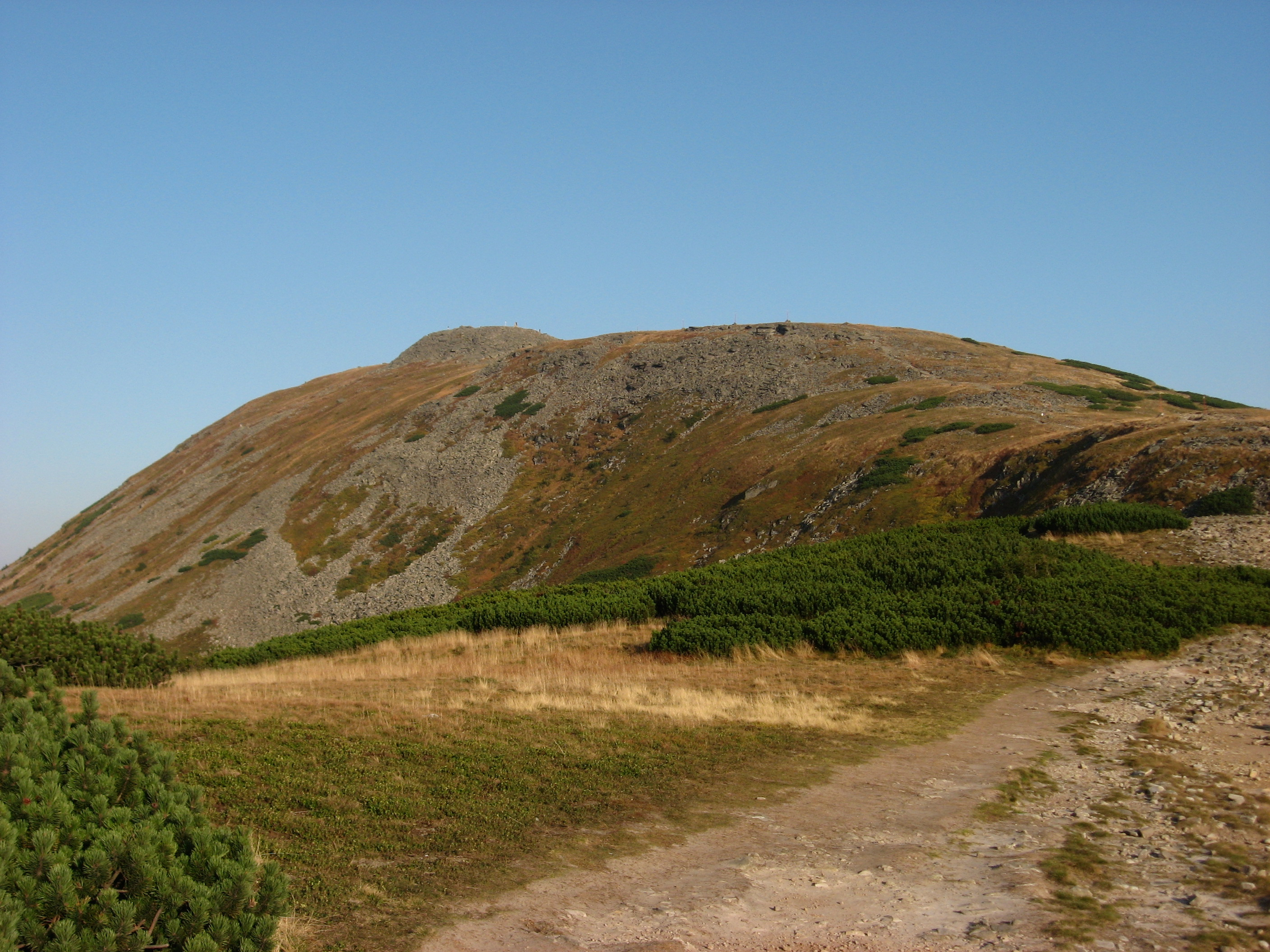
Babia Góra

Śnieżka

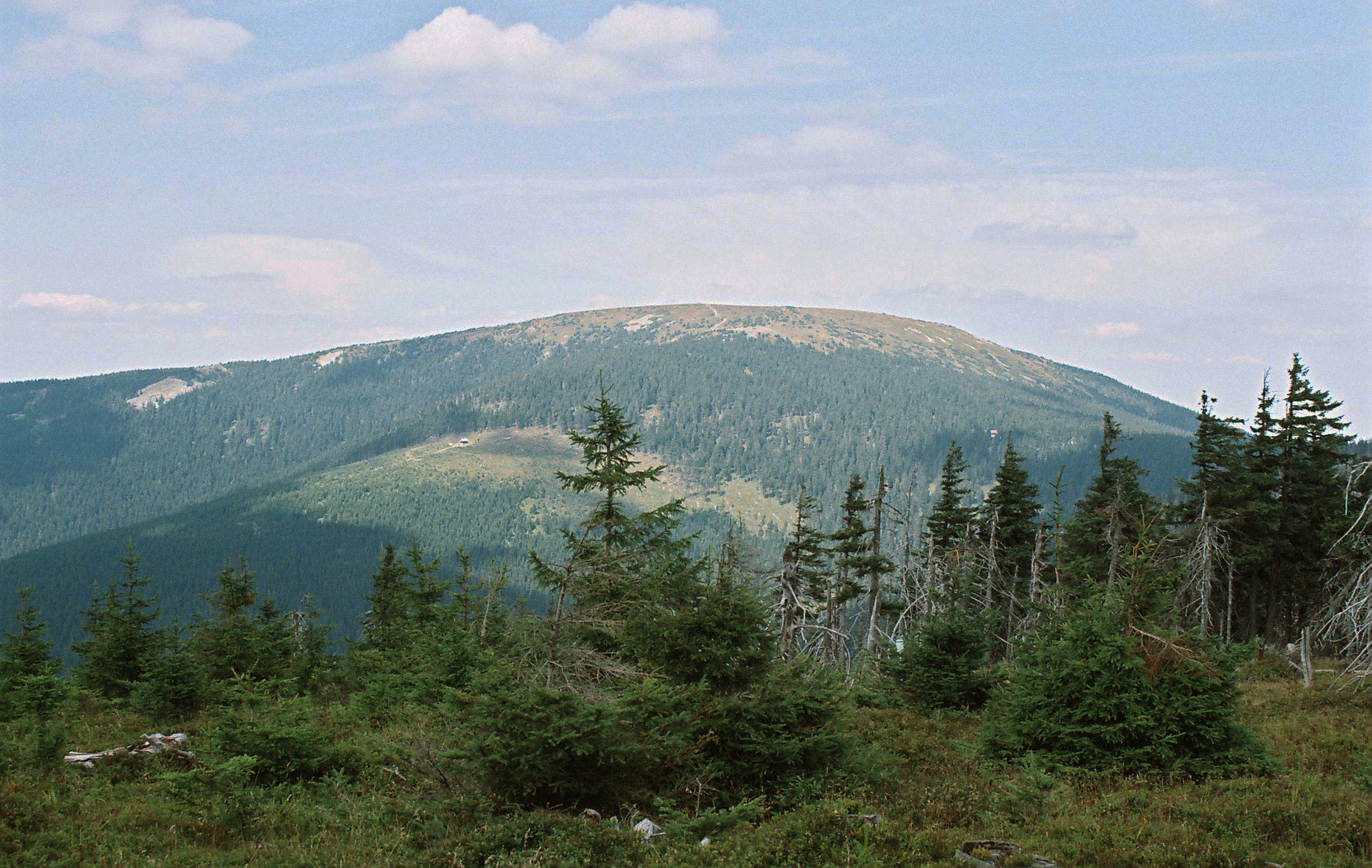
Śnieżnik

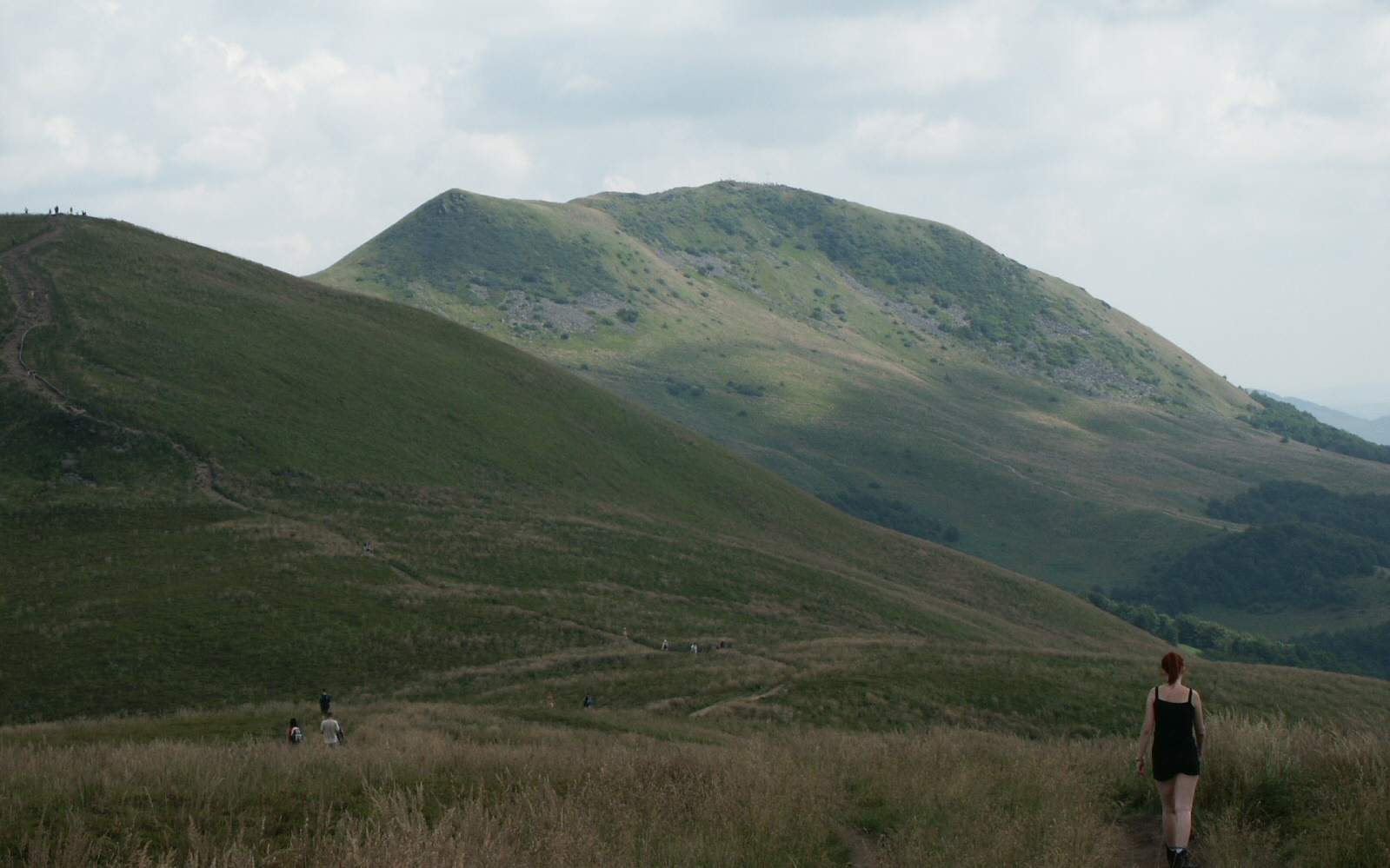
Tarnica

Đỉnh của dãy núi Ba Lan - một danh sách gồm 28 đỉnh một trên mỗi dãy núi của Ba Lan. Nó được đề xuất bởi nhà địa lý học, du khách và nhà văn Marek Więckowski và dr Wojciech Lewandowski trên tạp chí truyền thuyết du lịch và địa phương Know Your Country. Danh sách này được công bố vào ngày 12 tháng 12 năm 1997 tại một cuộc họp được triệu tập bởi các biên tập viên của Know Your Country và cùng lúc đó, Câu lạc bộ những người chinh phục đỉnh của dãy núi Ba Lan đã được khánh thành.
Ý tưởng ban đầu là một danh sách bao gồm các đỉnh cao nhất của mỗi dãy núi. Tuy nhiên, người ta đã quyết định chỉ xem xét các đỉnh nổi bật nhất có đường đi bộ được đánh dấu tại thời điểm lập danh sách.

## Đỉnh núi
| STT | Đỉnh                    | Dãy núi           | Độ cao (so với mực nước biển) |
| --- | ----------------------- | ----------------- | ----------------------------- |
| 1   | Rysy                    | Tatra             | 2499                          |
| 2   | Babia Góra              | Żywiec Beskids    | 1725                          |
| 3   | Śnieżka                 | Karkonosze        | 1603                          |
| 4   | Śnieżnik                | Śnieżnik Massif   | 1425                          |
| 5   | Tarnica                 | Bieszczady        | 1346                          |
| 6   | Turbacz                 | Gorce             | 1310                          |
| 7   | Radziejowa              | Beskid Sądecki    | 1262                          |
| 8   | Skrzyczne               | Silesian Beskids  | 1257                          |
| 9   | Mogielica               | Island Beskids    | 1171                          |
| 10  | Wysoka Kopa             | Jizera            | 1126                          |
| 11  | Rudawiec                | Bialskie          | 1112                          |
| 12  | Orlica                  | Orlickie          | 1084                          |
| 13  | Wysoka (Wysokie Skałki) | Pieniny           | 1050                          |
| 14  | Wielka Sowa             | Owl               | 1015                          |
| 15  | Lackowa                 | Low Beskids       | 997                           |
| 16  | Kowadło                 | Golden            | 989                           |
| 17  | Jagodna                 | Bystrzyckie       | 977                           |
| 18  | Skalnik                 | Rudawy Janowickie | 945                           |
| 19  | Waligóra                | Stone             | 936                           |
| 20  | Czupel                  | Little Beskids    | 933                           |
| 21  | Szczeliniec Wielki      | Stołowe           | 919                           |
| 22  | Lubomir                 | Maków Beskids     | 904                           |
| 23  | Biskupia Kopa           | Opawskie          | 889                           |
| 24  | Chełmiec                | Waldenburg        | 851                           |
| 25  | Kłodzka Góra            | Bardzkie          | 765                           |
| 26  | Skopiec                 | Katzbach          | 724                           |
| 27  | Ślęża                   | Ślęża Massif      | 718                           |
| 28  | Łysica                  | Świętokrzyskie    | 614                           |